# Col de Raspaillon
De Col de Raspaillon (2513 m) is een bergpas, gelegen op de grens tussen de departementen Alpes-de-Haute-Provence en Alpes-Maritimes in Frankrijk.
Deze berg, dicht bij de Col de la Bonette, Cime de la Bonette en de col de Restefond, ligt op enkele kilometers van de Italiaanse grens. Deze berg ligt ook in het "Parc National du Mercantour".
Ten westen liggen de Col de la Cayolle en de Col d'Allos en ten noorden de Col de Larche (Italiaans: Colle della Maddalena). Deze berg is in het noorden te beklimmen via Jausiers en in het zuiden via het dorpje Saint-Étienne-de-Tinée.